# Terminal Rodoviário Senador Antônio Mendes Canale
O  Terminal Rodoviário de Campo Grande - Senador Antônio Mendes Canale é um terminal rodoviário localizado na cidade de Campo Grande, em Mato Grosso do Sul, sendo um dos dois principais terminais rodoviários do interior da Região Centro Oeste do Brasil.

## Localização
O terminal está situado na Avenida Gury Marques, no antigo traçado da BR-163 e próximo ao acesso da cidade. Também se situa próximo a uma universidade local.

## Características
É uma construção recente e destaca-se entre as demais pelo Brasil por seguir princípios sustentáveis desde o momento de sua construção ao preservar a natureza da área. Entre os detalhes, prioriza luz e ventilação natural assim como reaproveita a água da chuva. É operado por 20 empresas, sendo as principais Andorinha, Eucatur/Serra Azul/Solimões, Gontijo, Expresso Itamarati, Viação Motta, Expresso Queiroz, Viação Ouro e Prata e Viação São Luiz. Faz o atendimento das linhas de ônibus principalmente para Cuiabá, Cascavel, Presidente Prudente, Dourados, Goiânia e Brasília
Situado em um terreno de 99.305,90 m², possui 6.475,96 m² de área construída . A rodoviária possui em sua estrutura:
- 38 guichês para compra de passagens
- 25 plataformas de embarques e desembarques
- Sanitários
- 12 salas comerciais
- 8 caixas eletrônicos
- Recepção com centro de atendimento ao turista
- Posto policial
- Praça de alimentação com lanchonetes e restaurantes
- Rampas de acesso
- Telefones
- 63 táxis com disponibilidade 24 horas
- 40 mototáxis
- Ponto de ônibus
- Estacionamento para 300 automóveis e 105 motocicletas